# 九姓漁民
九姓漁民又称船上九姓人、江山船户、九姓漁戶，指钱塘江流域从事捕魚、以船为家的船民。主要有陈、钱、林、李、袁、孙、叶、何、许等九姓，另外尙有少量江、唐、胡、徐、施、季、潘、鲁、方、张、王、吴等姓氏。
“九姓则陈、钱、林、李、袁、孙、叶、许、何”，原来编为伏、仁、义、礼、智、信、捕七字号，共有大小船只二千零三十一号。道光咸丰间，尚存船一千数百只。虽名为渔户，他们却并不业渔，而是业淫，“其家属随船，皆习丝弦大小曲以侑觞荐寝”。船上的妇女有“同年嫂”、“同年妹”之称，这些妇女都是从桐庐、严州雇觅而来，世人将桐严误听为同年，所以有此称呼。九姓渔户的船形分为“头亭”和“茭白”两种，被称为江山船，其实并不是真正的江山船。

## 起源
关于九姓漁民的起源众说纷纭。有南宋遗民说、徽州土著说、陈友谅部属说、江山歌伎说、“疍蛮”后裔说、亡户舟居说及桐、严居民说。

## 延伸阅读
童振藻：《钱江九姓渔户考》，《岭南学报》第2卷第2期，1931年。
冯尔康：《雍正削除绍兴和常熟丐籍》，《集刊东洋史学》抽印本，转引自经君健《清代社会的贱民等级》，浙江人民出版社1993年。
戴槃：《九姓渔政考》，《严陵纪略》，《两浙宦游纪略》，同治戊辰重刊。